# Le Manoir (Eure)
Le Manoir es una localidad y comuna francesa situada en la región de Alta Normandía, departamento de Eure, en el distrito de Les Andelys y cantón de Pont-de-l'Arche.
También se la denomina Le Manoir-sur-Seine, como en la web municipal.

## Demografía
| 375 | 371 | 362 | 353 | 380 | 383 | 390 | 391 | 385 | 355 | 346 | 304 | 287 | 288 | 286 | 286 | 280 | 222 | 218 | 233 | 325 | 324 | 321 | 332 | 286 | 514 | 1168 | 1257 | 1329 | 989 | 881 | 1000 |
| Para los censos de 1962 a 1999 la población legal corresponde a la población sin duplicidades (Fuente: INSEE [Consultar]) |     |     |     |     |     |     |     |     |     |     |     |     |     |     |     |     |     |     |     |     |     |     |     |     |     |      |      |      |     |     |      |

Gráfica de la evolución de la población entre 1794 y 1999